# 去甲腎上腺素轉運體
去甲腎上腺素轉運體（英語：Norepinephrine_transporter，NET），也被稱為溶質載體家族6成員2（英語：solute carrier family 6 member 2，SLC6A2），是由SLC6A2基因編碼的蛋白質。。NET是一种單胺轉運體，負責依賴Na+/Cl−的胞外去甲腎上腺素再攝取。NET也可轉運多巴胺。對這兩種神经递质的再吸收是調控突觸間隙傳導物濃度的重要機制。
NET以及其他單胺轉運體是不少抗抑鬱劑以及娛樂性藥物的作用對象。過少的NET跟直立不耐症相關，過多NET則和ADHD相關。